# Ermenegildo Palmieri
Ermenegildo Palmieri (Frosinone, 13 dicembre 1931 – Vicenza, 24 novembre 2018) è stato un politico e sindacalista italiano.

## Biografia
Originario di Frosinone, Palmieri si avvicina al mondo sindacale negli anni in cui lavora come operaio a Novara, epoca in cui milita nel Partito Socialista Italiano. Nel 1962 si trasferisce a Vicenza, uno dei centri nazionali della lana, per dirigere il sindacato Cgil dei tessili (Fiot). Sono anni importanti nella storia dei tessili vicentini, un periodo di dure lotte sindacali che sfocia nell'abbattimento della statua di Gaetano Marzotto a Valdagno e l'occupazione della fabbrica da parte degli operai. Nel 1971 Palmieri viene nominato segretario della Cgil di Vicenza, incarico che ricopre fino al 1974 e in seguito, dopo un periodo alla Cgil regionale, dal 1981 al 1983.
Concluso il lavoro di sindacalista, Palmieri viene eletto per due legislature alla Camera dei Deputati con il Partito Comunista Italiano, restando in carica dal 1983 al 1992. Nel 1991 aderisce al Partito Democratico della Sinistra.